# Atletica leggera ai Giochi della IV Olimpiade - Staffetta olimpica
La competizione della staffetta olimpica di atletica leggera dei Giochi della IV Olimpiade si tenne i giorni 24 e 25 luglio 1908 allo Stadio di White City a Londra.
Le frazioni sono di 200 + 200 + 400 + 800 metri.

## Batterie
Si disputarono 3 batterie, la squadra vincitrice accedeva alla finale.
1ª batteria
| Pos. | Nazione  | Atleti                                               | Tempo ufficiale | Tempo ufficioso |
| ---- | -------- | ---------------------------------------------------- | --------------- | --------------- |
| 1    | Ungheria | Pál Simon József Nagy Ödön Bodor Vilmos Rácz         | 3'32"6          |                 |
| 2    | Svezia   | Sven Låftman Knut Lindberg Knut Stenborg Evert Björn |                 | 3'33"0          |

2ª batteria
| Pos. | Nazione     | Atleti                                               | Tempo ufficiale | Tempo ufficioso |
| ---- | ----------- | ---------------------------------------------------- | --------------- | --------------- |
| 1    | Germania    | Arthur Hoffmann Hans Eicke Otto Trieloff Hanns Braun | 3'43"2          |                 |
| 2    | Paesi Bassi | Evert Koops Jacobus Hoogveld Victor Henny Bram Evers | n/d             |                 |

3ª batteria
| Pos. | Nazione               | Atleti                                                   | Tempo ufficiale | Tempo ufficioso |
| ---- | --------------------- | -------------------------------------------------------- | --------------- | --------------- |
| 1    | Stati Uniti d'America | William Hamilton Nate Cartmell John Taylor Mel Sheppard  | 3'27"2          |                 |
| 2    | Regno Unito           | Jack Morton Henry Pankhurst Edwin Montague Theodore Just |                 | 3'32"0          |
| 3    | Canada                | Frank Lukeman Don Buddo Lou Sebert Irving Parkes         | n/d             |                 |

## Finale

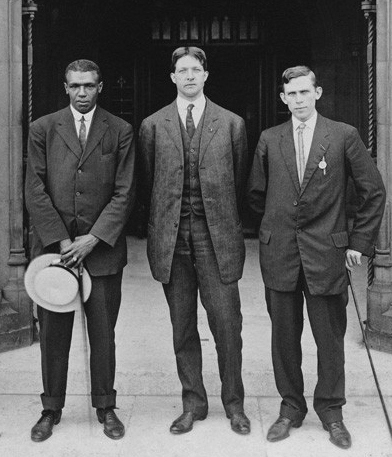
John Taylor (primo a sinistra) e Mel Sheppard (primo a destra). In mezzo a loro Ray Ewry.

Gli Stati Uniti si mettono subito alla testa della corsa e non si fanno più raggiungere.

Li seguono, distanziati, gli ungheresi. Ma all'ultimo giro il tedesco Braun recupera lo svantaggio e riesce a sopravanzare i magiari sul rettilineo, vincendo l'argento per un decimo di secondo.
| Pos | Paese                 | Atleti                                                     | T. ufficiale | T. ufficioso |
| --- | --------------------- | ---------------------------------------------------------- | ------------ | ------------ |
|     | Stati Uniti d'America | William Hamilton, Nate Cartmell, John Taylor, Mel Sheppard | 3'29"4       |              |
|     | Germania              | Arthur Hoffmann, Hans Eicke, Otto Trieloff, Hanns Braun    |              | 3'32"4       |
|     | Ungheria              | Pál Simon, G. Racz, József Nagy Ödön Bodor                 |              | 3'32"5       |

Il terzo frazionista americano, John Baxter Taylor, 26 anni, è il primo atleta di colore in assoluto ad aggiudicarsi un titolo olimpico.